# Die weiße Sklavin (1910)
Die weiße Sklavin ist ein 1910 gedrehter dänischer Stummfilm von August Blom.

## Handlung
Die Handlung hält sich eng an der Fotorama-Fassung aus dem Frühling desselben Jahres 1910: Die junge Dänin Anna liest in der Zeitung eine Anzeige, der zufolge in England eine interessante Arbeitsstelle ausgeschrieben wird. Sie reist nach London und lässt daheim ihren angesichts ihrer Abreise traurigen Freund Georg allein zurück. Bereits während der Überfahrt mit dem Schiff haben Mädchenhändler Anna in Augenschein genommen. Auf britischem Boden angekommen, empfangen diese Männer Anna. Kaum in deren Fängen gelandet, wird die junge Dänin verschleppt und in einem Bordell gefangen gehalten. Mit Hilfe eines dort arbeitenden Zimmermädchens, das dem Tun der Schlepperbande mit wachsendem Unbehagen entgegensieht, kann Anna einen Brief an ihren Vater absetzen. Der geht sofort zur heimischen Polizei, aber die erklärt sich für diesen Fall, der im Ausland stattfindet, als nicht zuständig.
Nun wird Georg aktiv; er will unbedingt seine Freundin retten. Er setzt gleichfalls nach London über und wendet sich mit seinem Hilfeersuchen an einen dortigen Detektiv. Auf der Schiffspassage hat er einen Mann wiedererkannt, von dem er meint, ihn bereits beim Einschiffen Annas an Bord gesehen zu haben. Rasch beginnt Georg, die Zusammenhänge zu erkennen. Der Detektiv und Georg folgen dem Mann vom Schiff heimlich. Der bringt sie zu dem Bordell. Es gelingt beiden, Kontakt mit Anna aufzunehmen. Diese seilt sich mit einem Bettlaken vom Zimmer, in dem sie gefangen gehalten wird, aus dem Fenster in die Freiheit, wird aber wenig später wieder von den Mädchenhändlern erneut gefangen genommen. Die vom Detektiv benachrichtigte Polizei rückt an und stellt das Bordell auf den Kopf, doch: keine Spur von Anna. Dann aber erhält die Staatsmacht einen entscheidenden Tipp vom Zimmermädchen: Anna werde auf einem Schiff gefangen gehalten! Dort wird Anna aufgefunden und befreit. Sie kehrt mit Georg wieder in ihre Heimat zurück.

## Produktionsnotizen
Die weiße Sklavin, kein 1:1-Remake des Nordisk-Films von 1906, ist der erste Film eines dreiteiligen Zyklus zum Thema Mädchenhandel, den die Nordisk Film Kompagni von 1910 bis 1912 herstellte. Filmautor Louis Schmidt hatte bereits das Drehbuch zu dem gleichnamigen Film der Aarhuser Fotorama-Gesellschaft geliefert, der vier Monate vor dieser Produktion in den dänischen Kinos anlief und zu einem Plagiatsprozess zwischen beiden Firmen führte. Die Nordisk-Fassung war jedoch mehr als doppelt so lang wie der bescheidene Streifen aus Aarhus und im Vergleich zu dem zuvor angelaufenen Film gleichen Namens ein großer internationalen Erfolg, vor allem in Deutschland. Ironischerweise hat das Nordisk-Plagiat die Zeiten überstanden, während das Fotorama-Original als verloren gilt.
Die weiße Sklavin war 603 Meter lang und lief am 2. August 1910 im Kopenhagener Panoptikonteatret an. Kameramann Axel Graatkjær, der hier noch unter Axel Sørensen firmierte, hatte bereits den ersten Weiße Sklavin-Film von 1906 fotografiert.